# Région naturelle in Frankreich

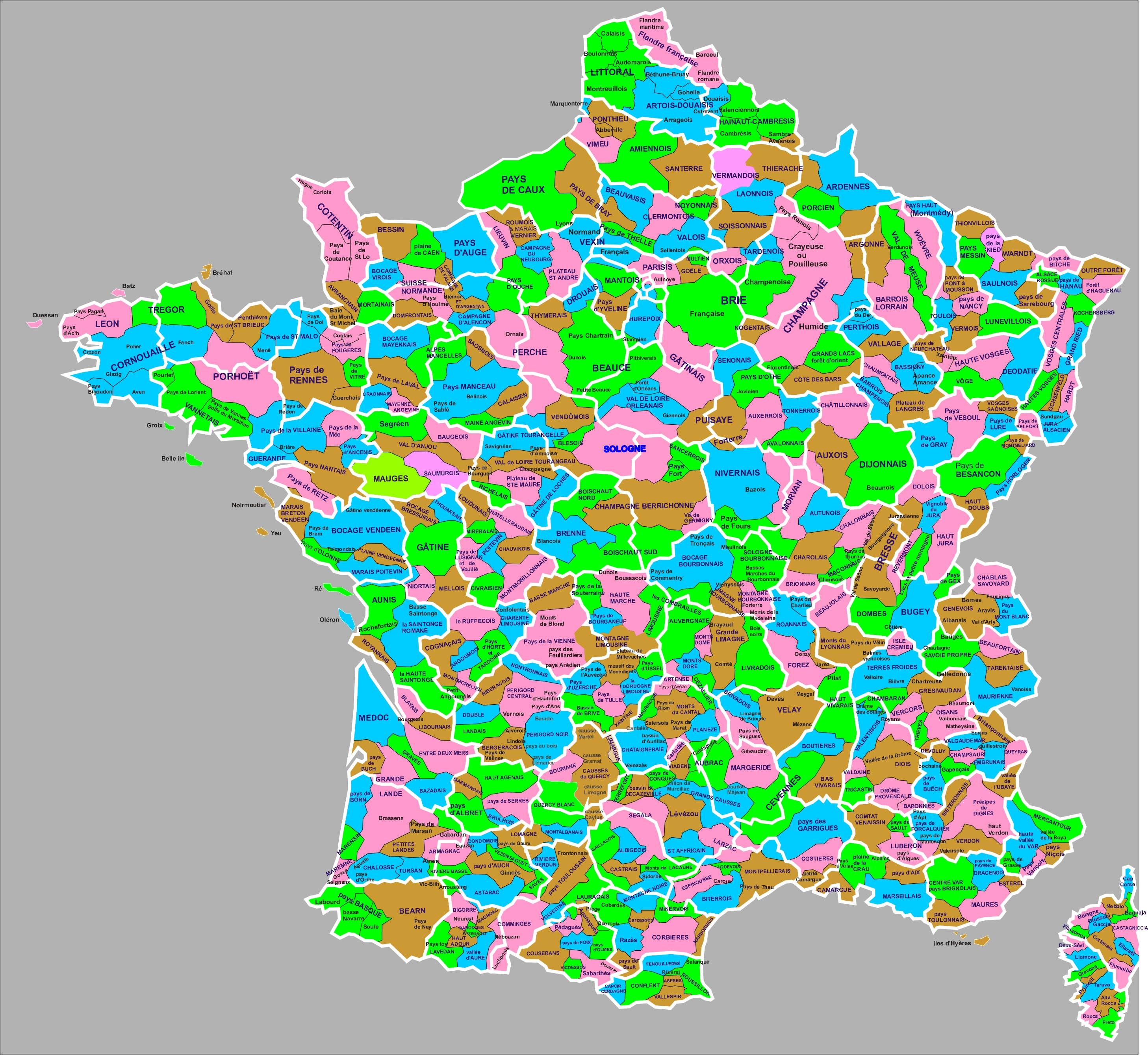

Die Régions naturelles in Frankreich lassen sich nicht nur nach geomorphologischen, geologischen und hydrologischen Merkmalen voneinander abgrenzen, sondern haben oft auch eine historisch bedingt homogene Besiedlung und eine eigene kulturelle Identität.

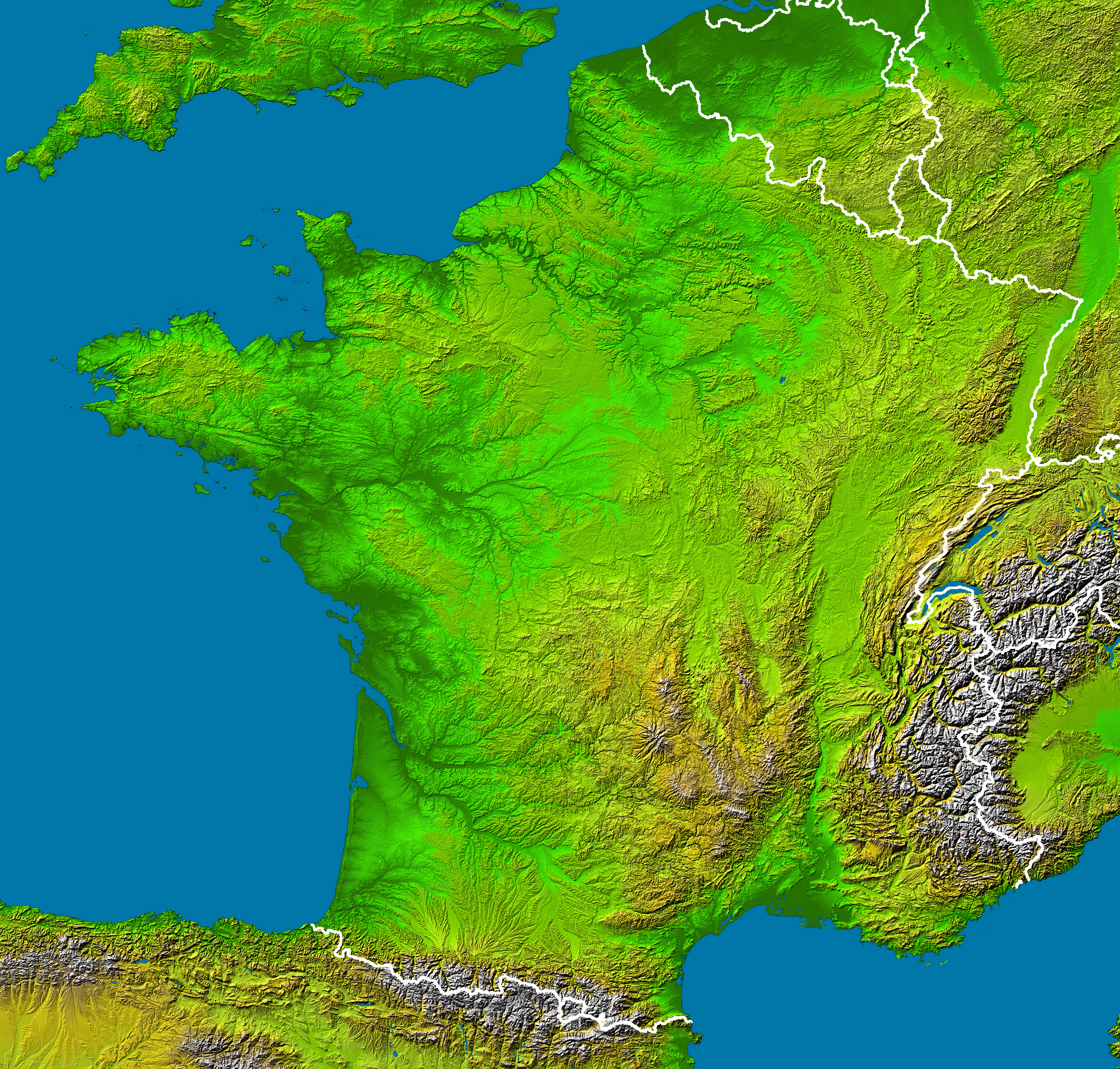
NASA-Radaraufnahme von Frankreich

Frankreich besteht in seiner westlichen Hälfte hauptsächlich aus Ebenen und Hügelland. Hierzu zählen von Südwesten nach Nordosten die historischen Landschaften Aquitanien, Vendée, Bretagne, Normandie, Île-de-France, Picardie und Französisch-Flandern, daran schließt sich das belgische Flandern an.
In der Champagne geht das Tiefland in das Nordfranzösische Schichtstufenland über, das sich von den Ardennen im Grenzgebiet zu Belgien bis zu den Vogesen erstreckt. Geomorphologisch ist der Pfälzerwald in Deutschland ein Teil dieses Naturraums.
Südwestlich schließt sich das Zentralmassiv an, das vom südlichen Burgund über die Auvergne bis in die Cevennen reicht.
Östlich des Zentralmassivs, von diesem durch die Täler von Rhône und Saône getrennt, liegen die Alpen. Ihr französischer Teil reicht vom Jura (der zum Teil dem Nordfranzösische Schichtstufenland zuzurechnen ist) bis an die Seealpen.
Die Côte d’Azur und das Languedoc bilden einen schmalen Streifen niedrigeren Landes zwischen Mittelmeer, Alpen, Zentralmassiv und den Pyrenäen.